# 圣公会圣巴多罗买堂 (纽约)
圣巴多罗买堂（St. Bartholomew's Church）是一个历史悠久的美国圣公会堂区，成立于1835年1月，位于纽约市曼哈顿中城公园大道东侧，介于50街与51街之间。
第一座教堂建于1835年，是一座普通的教堂，在大琼斯街与时髦的拉斐特广场转角。第二座教堂建于1872-1876年，在麦迪逊大道与东44街西南转角，由小詹姆斯·倫威克设计。他还设计了圣巴特里爵主教座堂。1902年至1903年，教堂增建了三扇罗曼式大门，斯坦福·怀特的灵感来自法国南部的圣吉莱 (加尔省)。资金来自范德比尔特家族。宏伟的青铜大门，浮雕描绘圣经故事，出自纽约多位雕塑家之手。目前的教堂建于1917年，1930年完成，简化的拜占庭风格，耗资540万美元。老堂的青铜大门，继续被新堂使用。
圣公会圣巴多罗买堂于1967年列为纽约市地标。长期以来一直是纽约最富有的堂区之一。
2010年上映的美國電影《特務間諜》曾在此取景，片中美國副總統葬禮的場景即在此拍攝。

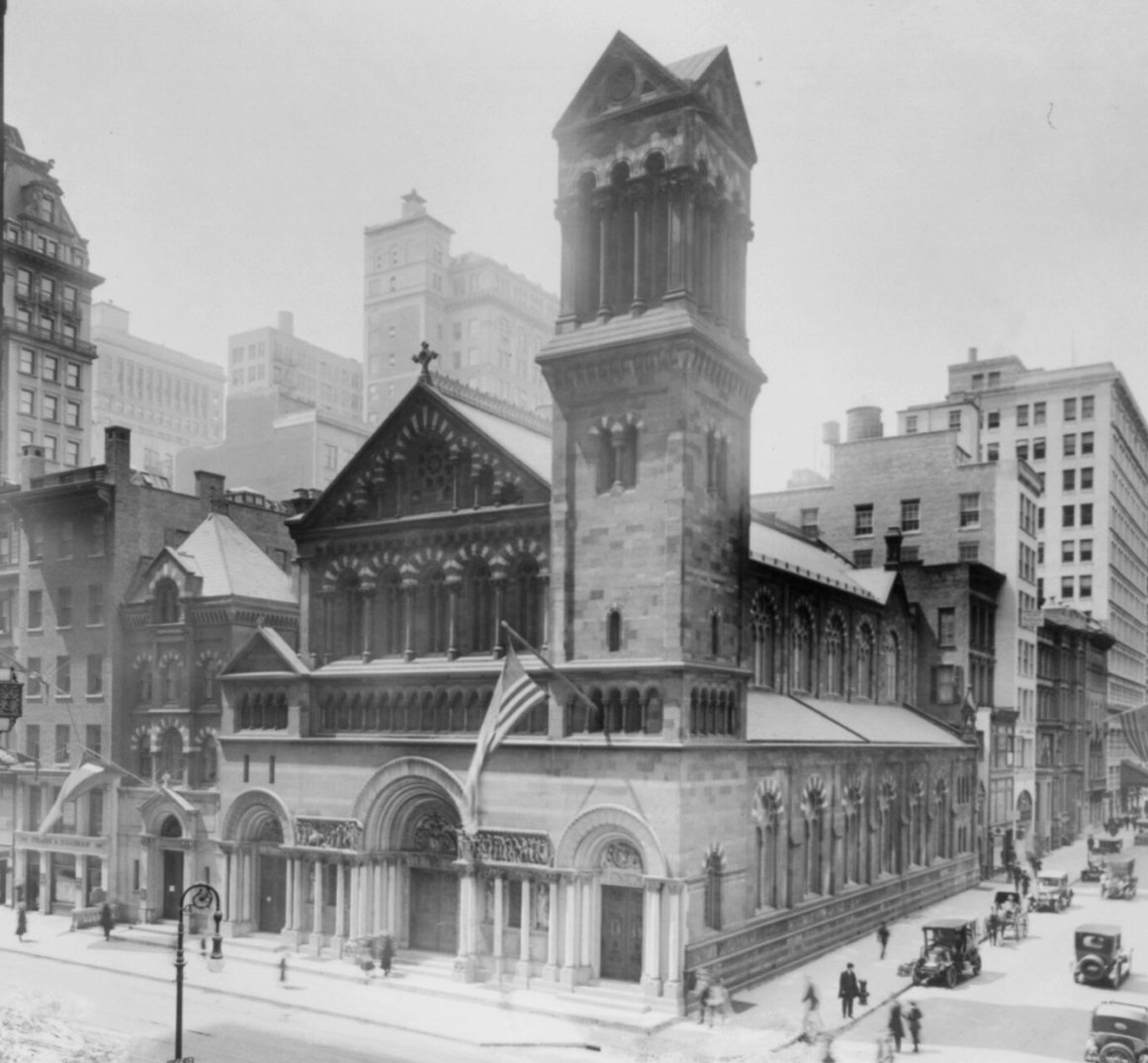
1918年
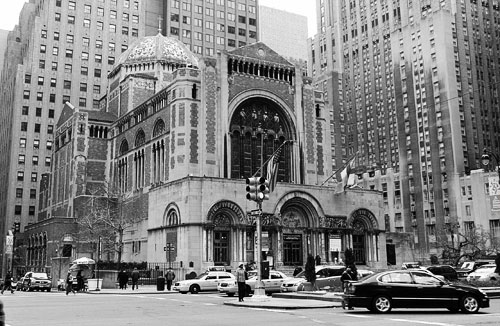
2004年
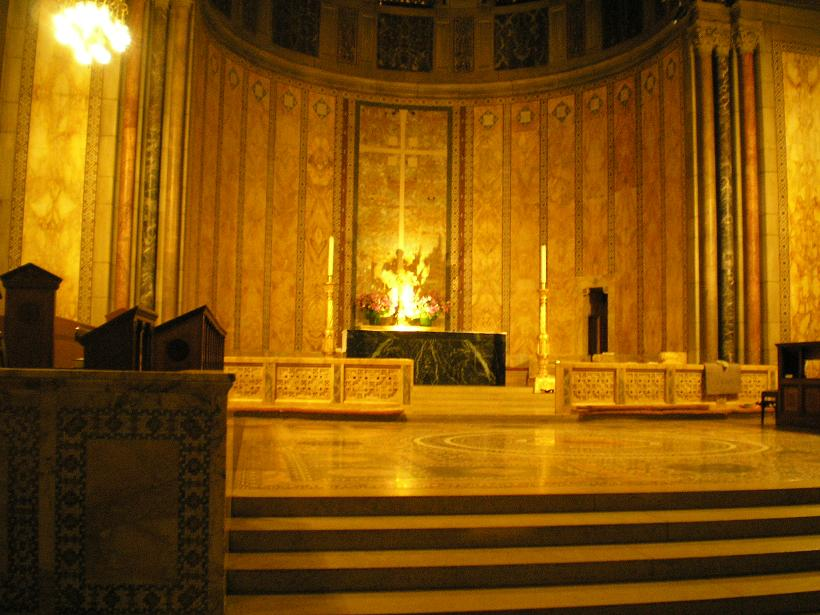
祭坛
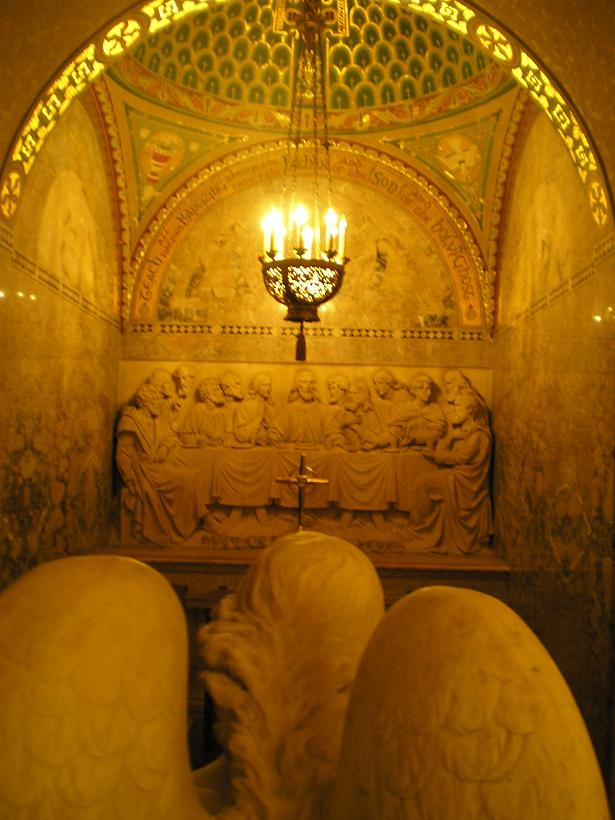